# El Molí Vendrell
El Molí Vendrell és una obra de Tona (Osona) inclosa a l'Inventari del Patrimoni Arquitectònic de Catalunya.

## Descripció
És una casa d'un sol cos amb portal dovellat, coberta a doble vessant i barbacana. L'aparell és de carreus irregulars disposats en filades, també irregulars. Les finestres semblen obertes posteriorment, ja que estan protegies per totxos als brancals i les llindes, igual que el reforç de les cantonades de la casa.

## Història
El Vendrell és encara una de les cases senyorials de Tona. El molí del Vendrell correspondria a una dependència, segurament del Vendrell, propera a un molí. Podria ser que originàriament no fos una masia habitada, sinó una cabana pel moliner o persona que hi treballava, que es trobava a uns tres cents metres de la casa (actualment només en queda un mur tapat per les bardisses), prop d'una riera.
La casa forma part de La Barroca, zona delimitada geogràficament, on tradicionalment vivia un sector ric i senyorial de la població de Tona.